# تمويل الحزب السياسي
تمويل الحزب السياسي: هي الأساليب التي يلجأ إليها حزب سياسي لجمع الأموال من أجل نشاطات الحملة والأنشطة الروتينية. وتسمى أيضًا التمويل السياسي. في الولايات المتحدة، يعدّ تمويل الحملة المصطلحَ الأكثر استخدامًا.
تموَّل الأحزاب السياسية بمساهمات من
- أعضاء الحزب والأفراد الداعمين له (عن طريق رسوم العضوية/ المستحقات/ الاشتراكات و/ أو التبرعات الصغيرة).
- المنظمات، التي تتشارك معها في وجهات النظر السياسية (مثل رسوم الانتساب النقابي) أو التي يمكن أن تستفيد من أنشطتها (مثل تبرعات الشركات).
- دافعي الضرائب على الترتيب باعتبارها صندوقًا للإيرادات العامة (عن طريق المنح التي تسمى المساعدات الحكومية أو التمويل الحكومي أو العام).[1]

يمكن طلب الأموال لنشاط الحزب (سواء كان ذلك للحملات أو الأعمال الروتينية) عن طريق «جمع التبرعات الشعبية» مثل مستحقات العضوية للحزب أو المساهمات الطوعية الأخرى من الأفراد (مثل البريد المباشر لجمع التبرعات) أو مثل «التمويل البلوتوقراطي» من الأثرياء و/ أو مجتمع الأعمال التجارية مثل تبرعات الشركات. منذ ستينيات القرن العشرين، بدأ مصدر إضافي للإيرادات السياسية بالانتشار بين الديمقراطيات، هو الدعم الحكومي. على الرغم من وجود هذه الخيارات الواعدة، ما يزال جمع التبرعات السياسية عبر الفساد السياسي (مثل استغلال النفوذ، والكسب غير المشروع، والابتزاز، والرشاوى، والاختلاس) موجودًا.

## التبرعات والاشتراكات
تتعرض الأحزاب السياسية -التي ما يزال يطلق عليها البعض اسم فصائل، بالأخص تلك الموجودة في الجهاز الحكومي- لضغوط قوية من جانب المنظمات والشركات والجماعات ذات المصالح الخاصة مثل النقابات العمالية. قد تقدَّم الأموال والهدايا العينية لحزب ما أو لأعضائه البارزين كحوافز. تعدّ هذه التبرعات المصدر التقليدي لتمويل جميع أحزاب الصفوة في يمين الوسط. ابتداءً من أواخر القرن التاسع عشر، عارضت أحزاب العمال في يسار الوسط -المؤسسة حديثًا- هذه الأحزاب، إذ بدؤوا نوعًا جديدًا من الأحزاب، هو حزب العضوية الجماهيرية، وأوجدوا مصدرًا جديدًا لجمع التبرعات السياسية، هو رسوم العضوية.
ابتداءً من النصف الثاني من القرن العشرين، واجهت الأحزاب التي واصلت الاعتماد على التبرعات أو اشتراكات العضوية مشاكل متفاقمة. إلى جانب التدقيق المتزايد في التبرعات، كان هناك انخفاض طويل الأجل في عضوية الأحزاب في معظم الديمقراطيات الغربية، ما يفرض ضغوطًا أكبر على التمويل. على سبيل المثال، في المملكة المتحدة وأستراليا، كانت عضوية الحزبين الرئيسين في عام 2006 أقل من ثُمن ما كانت عليه في عام 1950، على الرغم من الزيادات الكبيرة في عدد السكان في تلك الفترة.
في بعض الأحزاب، مثل أحزاب ما بعد الشيوعية في فرنسا وإيطاليا أو الأحزاب الاشتراكية في أيرلندا وهولندا وكذلك حزب شين فين، يتقاضى الممثلون المنتخَبون (أي النواب، والنواب الأوروبيون، والمسؤولون الحاليون) أجر العامل الصناعي العادي من رواتبهم بصفتهم ممثلين، في حين يذهب الباقي إلى خزائن الحزب. على الرغم من أن هذه الأمثلة قد تكون نادرة هذه الأيام، ما يزال «السعي وراء كسب الريع» من شاغلي المناصب الحاليين، سمة من سمات العديد من الأحزاب السياسية في جميع أنحاء العالم.
في المملكة المتحدة، يُزعم أنه جرى منح ألقاب النبالة للمساهمين في صناديق الأحزاب، وأصبح المتبرّعون أعضاء في مجلس اللوردات، لذا أصبحوا في وضع يسمح لهم بالمشاركة في العملية التشريعية. كُشف أمر لويد جورج وهو يبيع ألقاب النبالة. لمنع هذا الفساد في المستقبل، سنّ البرلمان قانون مراتب الشرف (منع الانتهاكات) لعام 1925. وهكذا أصبح البيع المباشر لألقاب النبالة ومراتب الشرف المماثلة عملًا إجراميًا. ومع ذلك، يُزعم أن بعض المتبرّعين حاولوا التحايل على ذلك عبر إخفاء مساهماتهم بغطاء القروض، ما أدى إلى إثارة فضيحة «المال مقابل ألقاب النبالة».
أدت هذه الممارسات، بالإضافة إلى «استغلال النفوذ» المفترض، إلى ظهور مطالب بتقليص حجم التبرعات. مع تصاعد تكاليف الانتخابات، يزداد الطلب على أموال الحزب. في المملكة المتحدة، يدافع بعض السياسيين عن ضرورة تمويل الدولة للأحزاب؛ وهو اقتراح وعد بإثارة جدل شيّق في أول بلد ينظّم نفقات الحملات (في عام 1883). ومع ذلك، لم يُتبَع الاقتراح بأي إجراء تشريعي.

## الدعم الحكومي
في العديد من الديمقراطيات الأخرى، يُقدّم مثل هذا الدعم لنشاط الحزب (بشكل عام أو لأغراض الحملة فقط) منذ عقود. يحدث التمويل الحكومي للأحزاب و/ أو المرشحين (خلال فترة الانتخابات وما بعدها) بعدة أشكال ممكنة وهو أمر شائع بشكل متزايد. ومن الأمثلة على ذلك ألمانيا والسويد وإسرائيل وكندا وأستراليا والنمسا وإسبانيا. وفي الآونة الأخيرة، حذت فرنسا واليابان والمكسيك وهولندا وبولندا حذو الدول الأخرى.
هناك فئتان واسعتان من التمويل الحكومي: المباشر وهو يستلزم تحويلًا نقديًا إلى حزب ما، وغير المباشر الذي يتضمن فترات بث على وسائل الإعلام الحكومية، واستخدام خدمة البريد أو الإمدادات. وفقًا للبيانات المقارنة من شبكة المعرفة الانتخابية إيس، من بين أكثر من 180 دولة، 25% منها لا توفّر أي تمويل حكومي مباشر أو غير مباشر، و58% منها تقدّم تمويلًا حكوميًا مباشرًا و60% من الدول تقدّم تمويلًا حكوميًا غير مباشر. تقدّم بعض الدول التمويل الحكومي المباشر وغير المباشر للأحزاب السياسية.
قد يكون تمويل جميع الأحزاب متساويًا أو يعتمد على نتائج الانتخابات السابقة أو على عدد المرشحين المشاركين في الانتخابات. تعتمد الأحزاب في كثير من الأحيان على مزيج من التمويل الخاص والعام (الحكومي)، ويُطلب منها الكشف عن مواردها المالية لهيئة إدارة الانتخابات.